# Scutomollisia pallido-ochracea
Scutomollisia pallido-ochracea är en svampart som beskrevs av Graddon 1984. Scutomollisia pallido-ochracea ingår i släktet Scutomollisia, ordningen disksvampar, klassen Leotiomycetes, divisionen sporsäcksvampar och riket svampar.   Inga underarter finns listade i Catalogue of Life.